# Lista de anfíbios pré-históricos

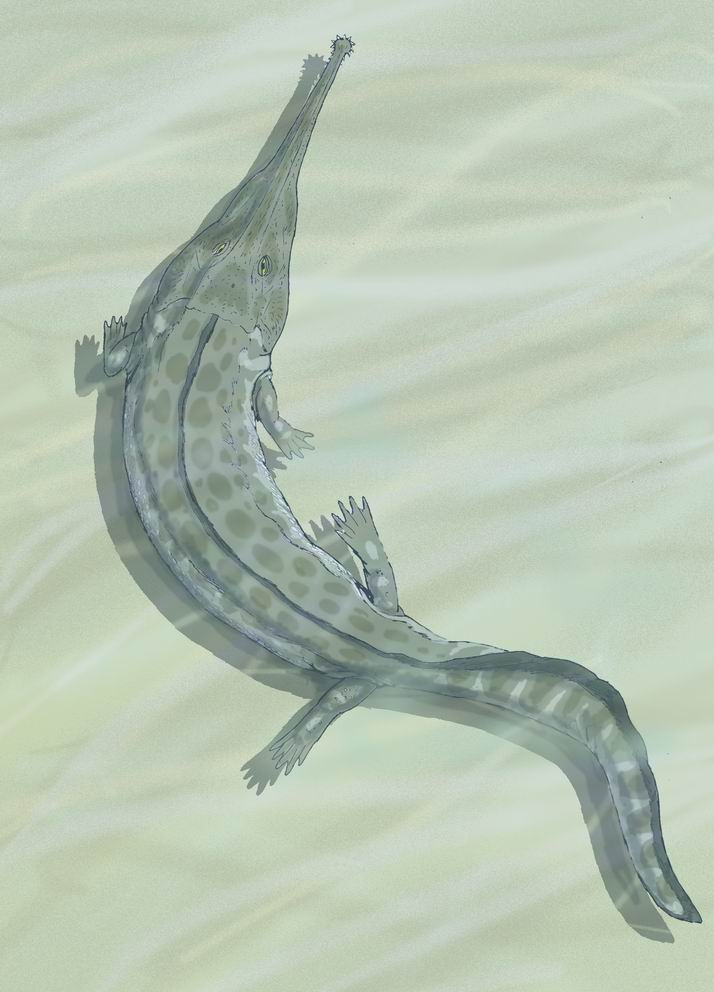
Prionosuchus, um Temnospomdyli do Período Permiano, provavelmente o maior anfíbio de todos os tempos.

Esta lista engloba tanto géneros de anfibios modernos (Lissamphibia) presentes no registo fóssil, como Lepospondyli e Temnospondyli. Os fósseis mais antigos de lissanfibios datam do Triássico Inferior, correspondendo aos géneros Triadobatrachus y Czatkobatrachus de Madagascar e Polónia respectivamente. A origem do grupo é ainda incerto, dando origem a uma série contante de debates em volta das possíveis relações filogenéticas. As hipóteses actuais podem dividir-se em três categorias principais. Na primeira, Lissamphibia é considerado um grupo monofilético derivado dos temnospóndilos em cujo caso o grupo irmão pode ser o género Doleserpeton, Doleserpeton e Amphibamus, Branchiosauridae ou um subgrupo deste último grupo. A segunda hipótese também estabelece Lissamphibia como um grupo monofilético, mas derivado dos lepospóndilos. A terceira hipótese sugere um carácter polifilético (difilético e em alguns estudos trifilético) dos lissanfibios, com uma origem dos anuros e dos caudados (Batrachia) a partir dos temnospóndilos, enquanto que os gimnofionos (e por vezes os caudados) derivariam dos lepospóndilos.

## Géneros
- Labirintodonte (engloba também os Anthracossauros, e por isso, todos os amniota)
  - Icthyostega
  - Acanthostega
- Temnospondyli
  - Stereospondyli
  - Eryopidae (uma de suas espécies mais conhecidas é o Eryops megacephalus)
  - Koolasuchus
  - Prionosuchus (o maior anfíbio de todos os tempos, parecia mais com um crocodilo do que com um anfíbio em si. Viveu no Brasil e foi encontrado na Formação Pedra do Fogo, no município de Parnaíba (local onde fica o Delta do Parnaíba), em 1948.)
- Lepospondyli
  - Diplocaulus
  - Diploceraspis
  - Ophiderpeton (parecia-se mais com ápodos gimnofionos do que com lepospondily em si)
- Lissamfíbios pré-históricos
  - Andrias scheuchzeri (uma espécie extinta de salamandra gigante)
  - Beelzebufo (o maior sapo de todos os tempos, tanto que podia devorar filhotes de dinossauros. Porém não foi o maior anfíbio de todos os tempos, título ostentado pelo Prinosuchus)
- Gerobatrachus (o elo perdido entre os temnospondily e os anuros e urodelos. É uma espécie classificada à parte na classe dos anfíbios.)

## Reptiliomorpha
- Antracossauros (anfíbios reptiliomorphos)
  - Seymouriamorpha (anfíbios reptiliomorphos da ordem dos Anthracossauros)